# Silverclaw
Silverclaw —Garra Plateada en España— (María De Guadalupe "Lupe" Santiago) es un personaje de ficción, un superhéroe en el universo de Marvel Comics. El personaje es miembro de reserva de los Vengadores y considera a Edwin Jarvis como una figura de tío. 

## Historia de publicación
Silverclaw apareció por primera vez en Avengers vol. 3 # 8 (septiembre de 1998) y fue creado por el escritor Kurt Busiek y el ilustrador George Pérez.

## Historia
María de Guadalupe Santiago nació cerca del pueblo de los Kamekeri en la (ficticia) nación sudamericana de Costa Verde. Los Kamekeri son personas simples cuyos antepasados adoraron a los dioses antiguos hasta la llegada de los españoles. Los misioneros españoles ayudaron a modernizar las vidas de los Kamekeri y les enseñaron sus creencias cristianas. La conversión de los Kamekeri llevó a un abandono de las antiguas creencias y dioses. Las leyendas dicen que los dioses de Kamekeri se fueron a los cielos, excepto uno. Peliali, la diosa del volcán, juró permanecer entre su pueblo elegido y proporcionarles su protección. 
El padre de Silverclaw, Jaime Santiago, era un aldeano Kamekeri que estudió las antiguas creencias y el panteón. Viajó a las montañas donde se decía que vivía Peliali y regresó con historias de encuentros con la diosa del volcán. Santiago fue ridiculizado y denunciado por la iglesia por sus informes de Peliali, pero a pesar de la burla de los Kamekeri, continuó visitando su montaña. Pasaron los meses, y Santiago regresó con un bebé que, según él, era su hija y la hija de Peliali. Al niño se le dio un nombre de pila y se bautizó. Durante el bautismo, la capacidad de la pequeña Lupe de transformarse en formas-se manifestó. Debido a sus extrañas y a menudo incontrolables transformaciones, ella era objeto de constantes burlas y susurros de temor por parte de los Kamekeri.
Cuando creció, el padre de Lupe le enseñó sobre su herencia y le contó historias de su madre. Pero cada vez que la llevaba a visitar la casa de montaña de Peliali, no había señales de la diosa del volcán. Cuando Lupe todavía era una niña, su padre murió y el orfanato de la iglesia local lo acogió, que fue financiado por ChildCare, una organización benéfica estadounidense para huérfanos internacionales. Las hermanas que dirigían el orfanato estaban nerviosas por los extraños poderes de Lupe y las consideraban impías. Cuando Edwin Jarvis, el mayordomo de Tony Stark y el mundialmente famoso de los Vengadores, vio un comercial para la organización benéfica ChildCare, decidió usar parte de su salario para patrocinar a un niño necesitado. Jarvis le escribió a ChildCare y fue asignado al orfanato en la aldea de Kamakeri. Las hermanas en el orfanato habían oído hablar del empleador de Jarvis y sabían de su conexión con Iron Man. Sabiendo esto, le asignaron a Jarvis ser el patrocinador de Lupe Santiago. Esperaban que si surgía algún problema relacionado con los extraños poderes de Lupe, Jarvis y sus conexiones con los Vengadores pudieran ayudar.
A lo largo de los años, Lupe le escribió a Edwin Jarvis con frecuencia y se maravilló de sus historias sobre los Vengadores, llegando a considerarlo como un tío. Lupe rechazó su pasado y tenía un profundo deseo de ser moderna y mundana. Ella siempre fue la primera en probar cosas nuevas, como perforarse la nariz y comprar CD de Estados Unidos. Ella soñó con visitar los Estados Unidos y asistir a la Universidad allí. A pesar de todo esto, nunca olvidó las enseñanzas de su padre y mantuvo el atuendo ceremonial que diseñó para ella como un recordatorio de su herencia y destino.

### El cumplimiento de los Vengadores
Años más tarde, Lupe viajó a Estados Unidos para asistir a la Universidad Empire State y finalmente conocer a su "Tio Edwin". En el camino, el avión en el que viajaba Lupe fue secuestrado por terroristas al servicio de Moses Magnum. Lupe usa sus poderes para tratar de detener a los terroristas, pero cuando tomaron rehenes, Silverclaw se vio obligado a ayudarlos. En el aeropuerto, Jarvis llegó para encontrarse con su niño apadrinado de muchos años. Cuando el aeropuerto fue atacado, convoca a los Vengadores. Los Vengadores llegaron y se enfrentaron a los hombres de Magnum que estaban siendo liderados por Silverclaw. Después de una breve pelea con el Capitán América y el Triatlón, Silverclaw fue derrotado. Sin embargo, la batalla fue simplemente una distracción y Magnum y sus hombres lograron cumplir sus planes de robar un cañón sísmico. Silverclaw reaparece rápidamente y se revela como la pupila de Jarvis. Ella explica que se vio obligada a ayudar a los terroristas. Ella acompaña a los Vengadores a la mansión. Silverclaw ayuda a los Vengadores a detener a Magnum. Luego comenzó sus estudios en la Universidad Empire State, ayudando a los Vengadores cuando fue necesario.

### Kulan Gath
La segunda aventura fue iniciada por la propia Silverclaw. Silverclaw recibe un mensaje urgente de Costa Verde. Temiendo lo peor, ella buscó la ayuda de los Vengadores. El equipo la acompañó a Costa Verde y descubrió que la aldea de Silverclaw había sido conquistada y transformada por Kulan Gath, un antiguo mago de la era hiboriana. Gath intentó aumentar su poder sacrificando un dios... en este caso, la diosa Peliali. Enfrentado con la realidad de la existencia de su madre, Silverclaw y los Vengadores, que en ese momento consistían en Avispa, Iron Man, She-Hulk, Warbird, Giant-Man, Bruja Escarlata y Triathlon,- aventurarse en la aldea de Kamekeri que se había transformado místicamente en una gran ciudad desde la era de Hyborian. La magia de Kulan Gath había transformado y hechizado a los aldeanos, y solo a través de la hechicería de la Bruja Escarlata, usando chips de comunicación de la armadura de Iron Man para enfocar su hechizo, los Vengadores pudieron infiltrarse en la ciudad sin verse afectados por el hechizo. Habiendo capturado a Peliali, los planes de Kulan Gath estaban a punto de cumplirse cuando llegaron los Vengadores. Las fuerzas de Kulan Gath fueron capaces de aplastar fácilmente a los héroes reunidos que fueron capturados y obligados a mirar mientras Kulan Gath realizaba la ceremonia necesaria para matar a Peliali. Con su muerte, Kulan Gath tenía la intención de abrir una puerta a los reinos inferiores donde ascendería al poder con la vida de Peliali como el precio de su paso al poder.
Utilizando las armas con carga eléctrica de los guardias para proporcionar a Warbird un impulso de poder, los Vengadores pudieron liberarse. Silverclaw ataca a Kulan Gath, pero pronto se da cuenta de que su única esperanza es Peliali. Buscando aumentar el poder de su madre para permitirle escapar de Kulan Gath, Lupe hace un llamamiento a los Kamekeri en un intento de restaurar su fe en Peliali. Sus esfuerzos tienen éxito y Peliali escapa al intento de asesinato inicial de Gath. Los maestros oscuros de Gath reclaman a Gath y el pueblo se restaura. A Peliali no le fue tan bien como a su pueblo amado. El golpe de Gath no la había matado directamente, pero pronto fue fatal. Silverclaw tiene la oportunidad de decir adiós antes de que muera Peliali.
Silverclaw regresa a ESU y se enfoca en estudiar temas que cree que ayudarán a su gente. La Bruja Escarlata le ofrece una ranura de reserva de Vengadores. Silverclaw acepta la membresía y se une a los Vengadores para responder a la crisis de Máxima Seguridad y la Guerra de Kang; en una ocasión ella incluso se defendió de Diablo cuando atacó un edificio cercano mientras los otros Vengadores estaban lejos en Grecia, manteniéndolo ocupado hasta que llegaron Hombre Maravilla y Triathlon y la ayudaron a desarmarlo. Durante la Guerra de Kang, ella luchó junto a Yellowjacket y Quicksilver bajo el mando de Warbird al lanzar un ataque para adquirir la tecnología de la autoproclamada Maestra del Mundo, Quicksilver comenta que le recordaba a su hermana, la Bruja Escarlata, cuando Wanda tenía la edad de Silverclaw. 
Silverclaw también estuvo en la serie Avengers: Celestial Quest de ocho números limitados. (noviembre de 2001 - junio de 2002).

### Civil War
Se vio a Silverclaw pelear contra Ms. Marvel, quien estaba intentando que se uniera a los héroes que apoyaban la Ley de Registro Sobrehumanos durante la Guerra Civil. Silverclaw fue vehementemente contrario al SHRA porque, como ella dice, no es la ley en su país. Como resultado, ocurrió una batalla campal entre los dos. Más tarde se confirma que fue capturada. Tony Stark declara que a pesar de su permanencia en los Vengadores, no considera a Silverclaw un participante probable en la Iniciativa de los 50 Estados, dada su resistencia original al SHRA y su condición de ciudadana de otro país.
Silverclaw, junto con sus compañeros superhéroes Dusk, Tigra, Estatura y Araña, fue vista al ser capturada por el Amo de las Marionetas. Posteriormente fue liberada por Ms. Marvel.

## Poderes y habilidades
Silverclaw posee la capacidad sobrehumana de imitar las características físicas de varios animales nativos de selvas tropicales y selvas. Hasta ahora, Lupe ha demostrado los siguientes aspectos animales: jaguar, anaconda, cacatúa, mono, pereza, puma, guepardo y cocodrilo. Al asumir una forma de animal, Lupe no se transforma completamente en el animal. En cambio, asume una forma que combina elementos del animal con su apariencia humana normal. Estas formas de ser son similares a las formas de transición asumidas por otros cambiaformas de animales, como los mutantes Wolfsbane y Ojo de Gata. Cada una de estas formas le otorga a Silverclaw habilidades adicionales. Silverclaw ha demostrado una mayor fuerza, velocidad y agilidad, garras, vuelo y sentidos mejorados durante la transformación. Ella también ha demostrado la capacidad de alterar su tamaño hasta cierto punto, como cuando se transformó en un perezoso gigante.
En su forma de poder, la piel de Silverclaw asume una calidad plateada. Esta piel plateada también se manifiesta cuando Silverclaw asume una forma de animal. No se ha revelado si la piel plateada de Lupe es meramente cosmética o si posee cualidades sobrehumanas propias. Como cambio de forma, Lupe tiene el control completo de su forma. A través de la fuerza de la voluntad, ella ha superado poderosos hechizos transformadores y ha vuelto a su verdadera forma, como cuando Diablo intentó convertirla en sal.

## Recepción
Newsarama clasificó a Silverclaw como uno de los sextos peores miembros de los Vengadores describiendo su historia como "un poco mejor que la de Triathlon, pero el personaje era infinitamente menos serio" y que tenía el poder de "vestirse como un extra de una película de Tarzán".